# Instituto de investigación

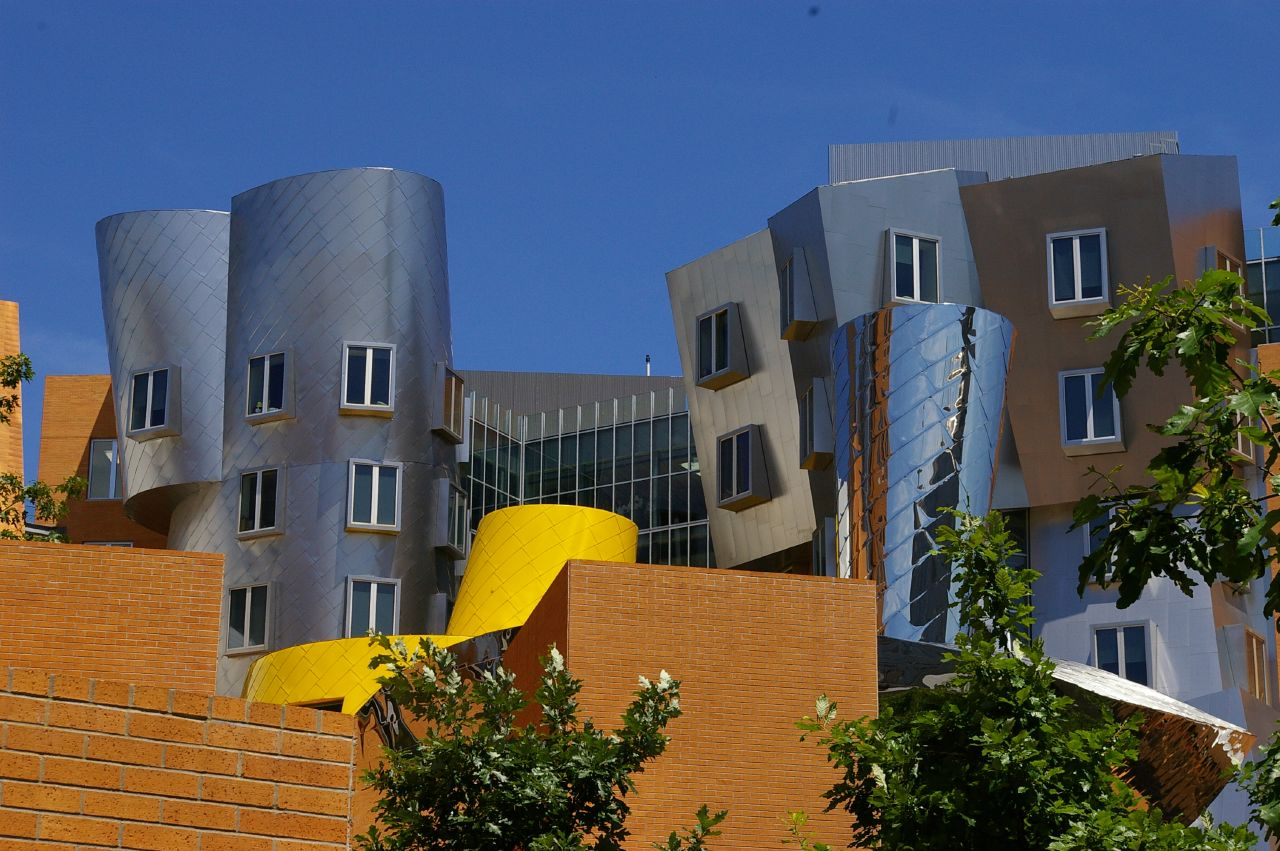
Ray and Maria Stata Center en el MIT (Instituto Tecnológico de Massachusetts).

Instituciones científicas o de investigación son las instituciones dedicadas a la ciencia y la investigación científica. Están muy vinculadas a las instituciones educativas y a los ámbitos político y económico. Aunque es habitual identificarlas con las ciencias físico-naturales, desde su origen también están ligadas a las ciencias sociales o humanas. Para algunas de ellas, o en ciertos contextos, se utilizan expresiones tales como infraestructuras científicas o instalaciones científicas.

## Instituciones precientíficas

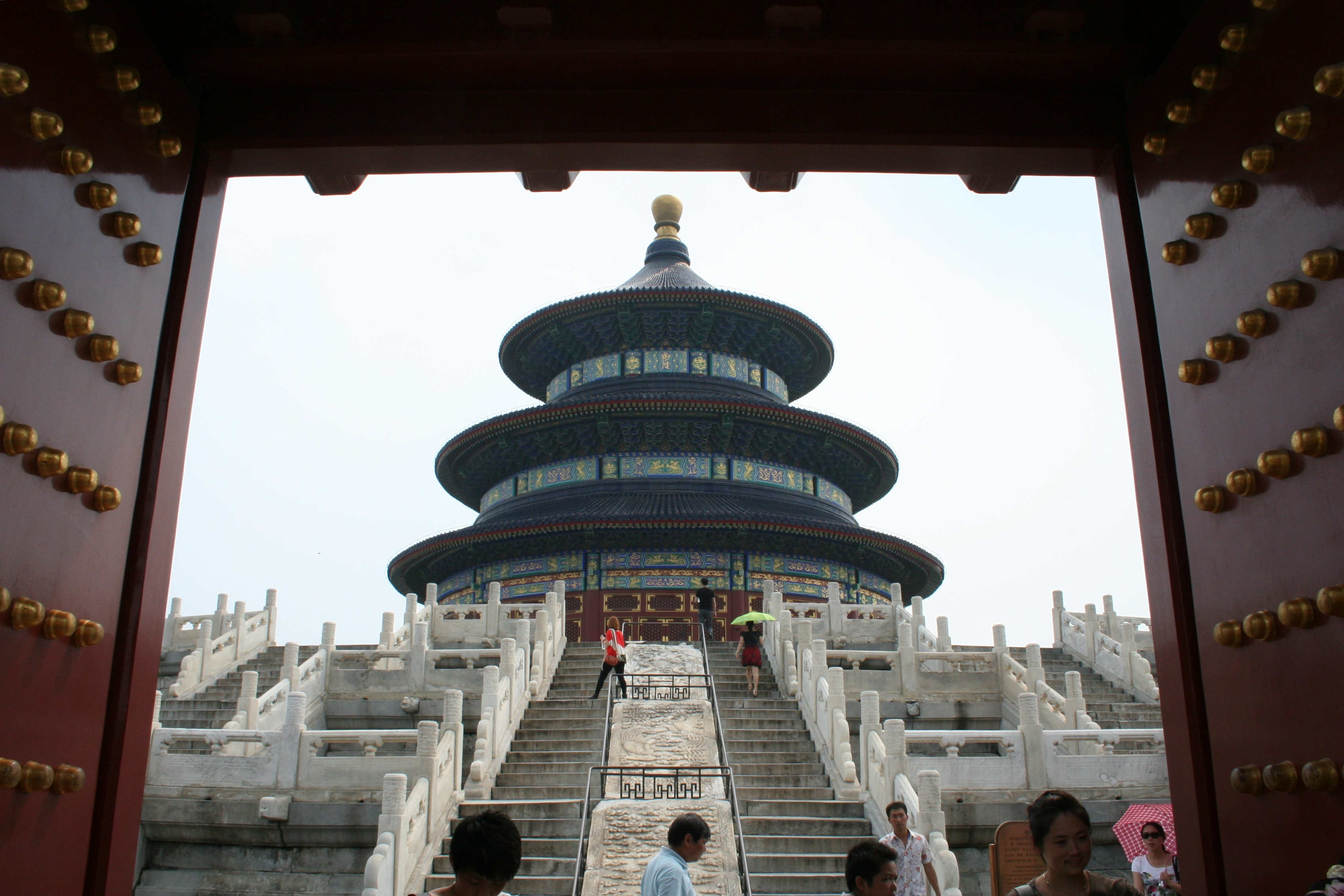
Templo del Cielo en Pekín.

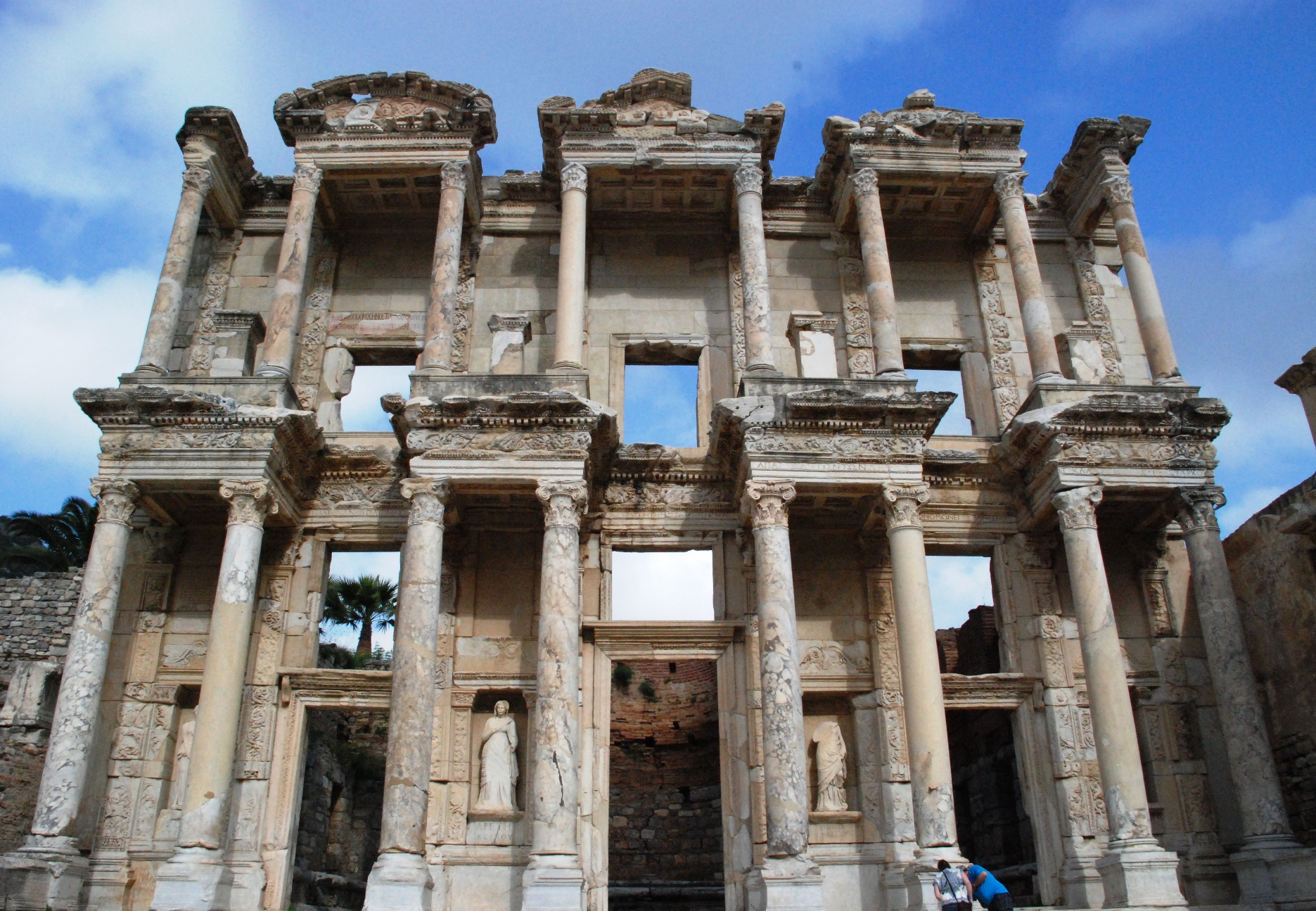
Biblioteca de Celso en Éfeso.

La historiografía debate la condición científica de instituciones "pre-científicas" o "pre-tecnológicas" como los templos del Antiguo Oriente Próximo (Sumeria, Babilonia, Persia, Antiguo Egipto, etc.), del Extremo Oriente (civilizazciones india, china, japonesa, etc.), de la América precolombina o incluso de sociedades prehistóricas o protohistóricas (Stonehenge, Zorats Karer). La civilización greco-romana se caracterizó por una notable secularización de su pensamiento científico; y en el campo institucional vio surgir centros de conocimiento como la Academia y el Liceo de Atenas o el Museo y la Biblioteca de Alejandría.

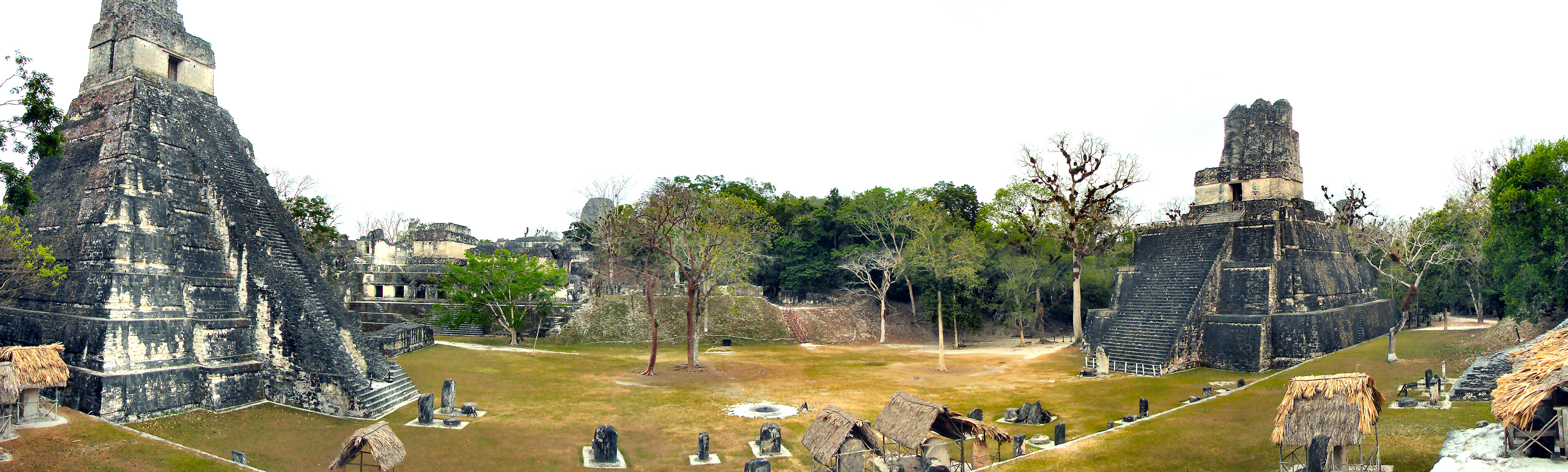
Templo maya de Tikal.

## Edad Media

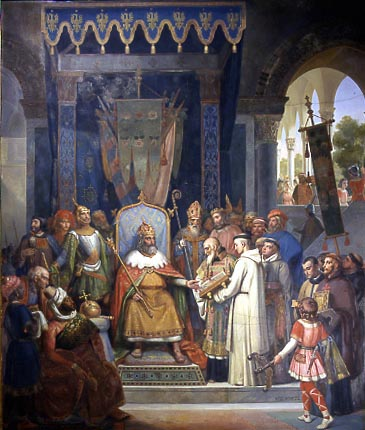
Alcuino de York y otros clérigos de la escuela palatina de Aquisgrán presentan manuscritos a Carlomagno ante su corte, en el Palacio de Aquisgrán. Pintura de historia de Jean-Victor Schnetz, 1830.

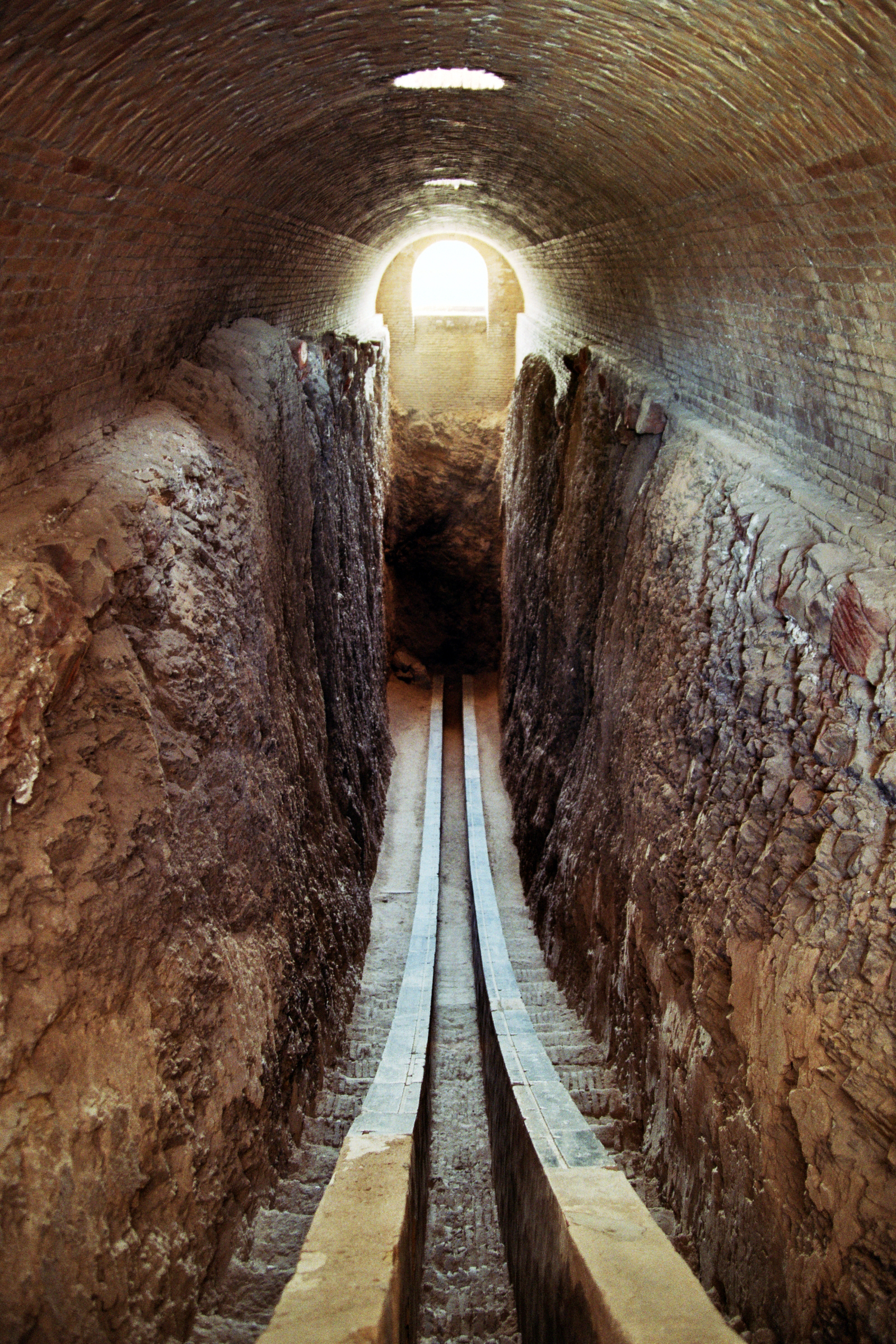
Estado actual del observatorio de Ulugh Beg.

La llamada Edad Oscura con la que se abre la Edad Media significó un retroceso radical en la ciencia institucional (simbolizado en el cierre de la Academia), inaugurando el secular monopolio del clero sobra la práctica totalidad de las producciones culturales, incluso en periodos puntuales de florecimiento como el renacimiento carolingio o la revolución del siglo XII. A las escuelas monásticas y palatinas sucedieron las episcopales, especialmente las del tipo denominado studium generale que se convirtieron en las primeras universidades (Sorbona, Sapienza, Bolonia, Oxford, Cambridge, Salamanca, Coímbra). Instituciones hasta cierto punto similares fueron algunas madrazas de las mezquitas musulmanas (El Cairo, Córdoba, Bagdad -en esta ciudad fue notable la Bayt al-Hikmah o "Casa de la Sabiduría"-, en Samarcanda destacó el observatorio de Ulugh Beg, mientras que en Irán destacó el observatorio de Nasir al-Din al-Tusi en Maraghe-). Se ha señalado el destacado papel de la cultura árabe en la llamada Edad de Oro del Islam, y se ha debatido su condición original o su mera función transmisora de las culturas grecorromana u oriental, destacando el papel de los lugares de encuentro: los reinos hispano-cristianos (escuela de traductores de Toledo) y la corte normanda de Sicilia (cultura árabe-normanda).

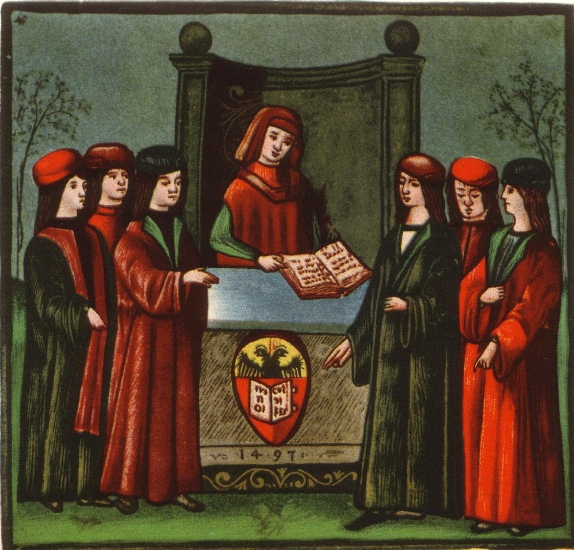
Ingreso de estudiantes en la Natio Germanica de la Universidad de Bolonia representada en una miniatura de 1497.

## Edad Moderna

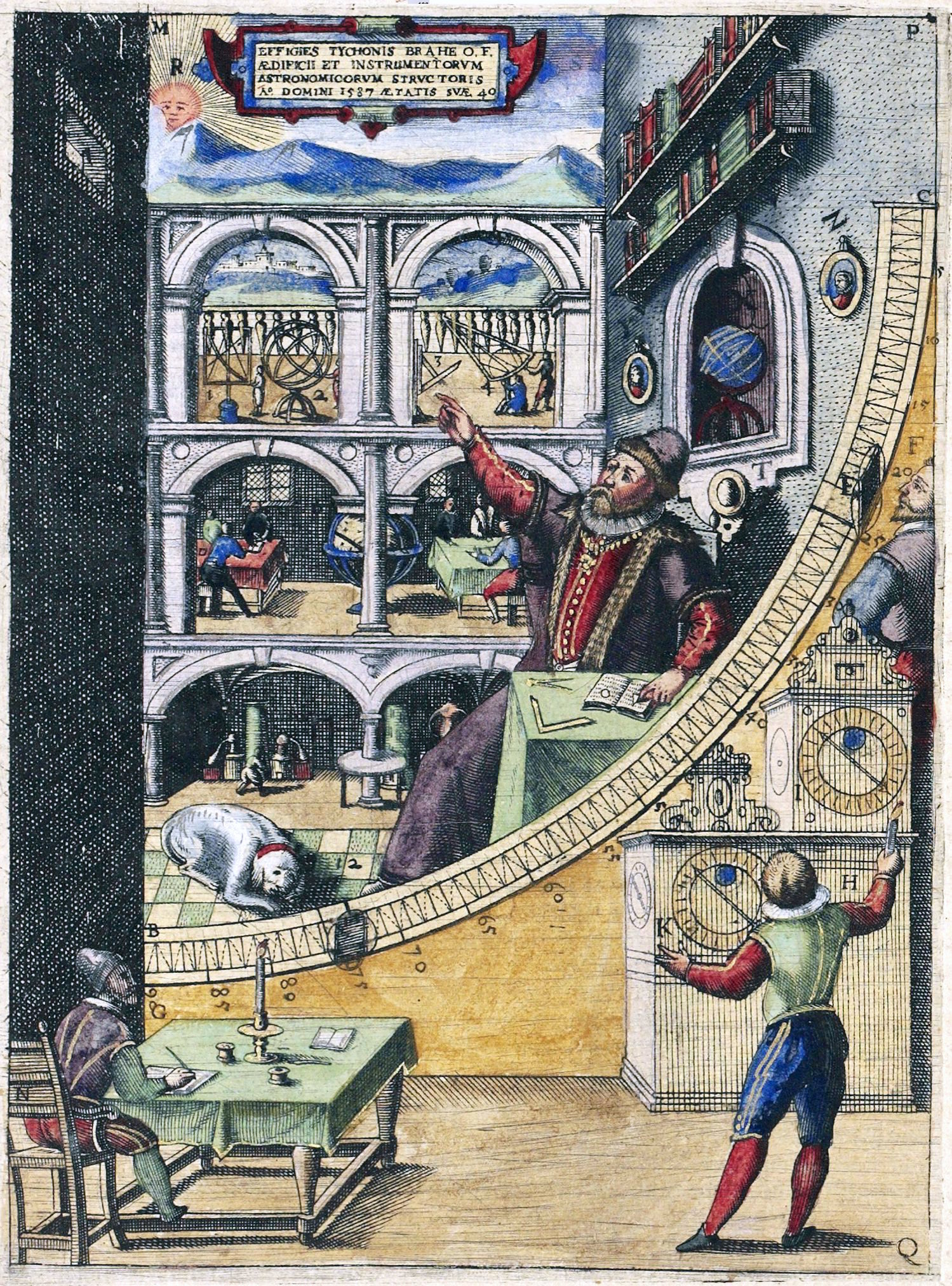
Trabajos astronómicos de Tycho Brahe en el Uraniborg.

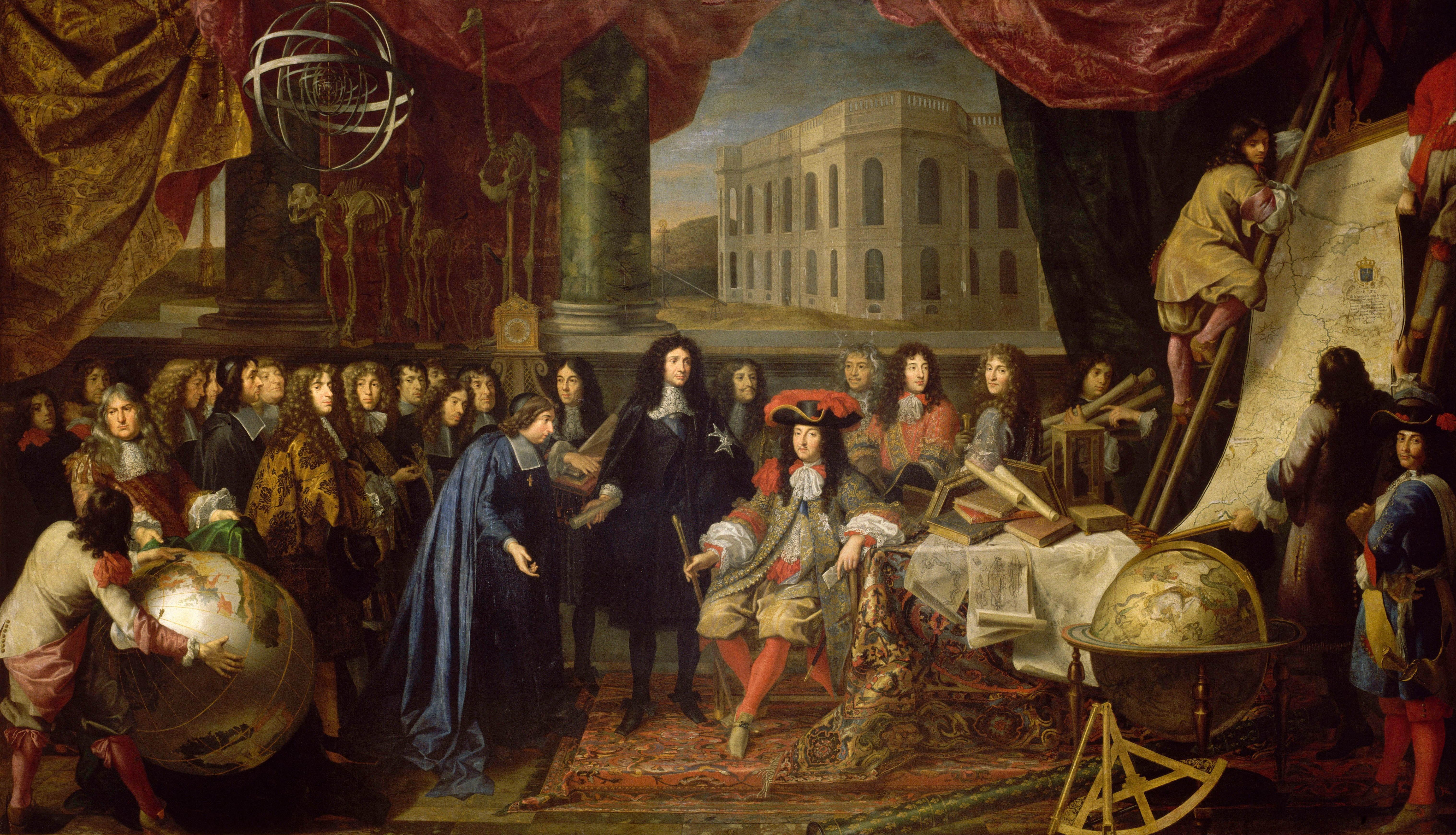
Établissement de l'Académie des sciences et fondation de l'observatoire, de Henri Testelin, 1667. Colbert presenta a Luis XIV la recién creada institución.

En la Edad ayer, el humanismo de la época del Renacimiento (academia platónica florentina, 1459) significó una nueva era para las instituciones culturales (Uraniborg -1580-, Academia Real Mathematica de Madrid -1582-), que culminó en la época del Barroco (Accademia dei Lincei -1603-, Academia Naturae Curiosorum o Leopoldina -1652-, Royal Society -1660-, Académie Royale des Sciences -1666-) y con las simultáneas revolución científica y crisis de la conciencia europea de finales del XVII, que abrieron la época de la Ilustración del siglo XVIII (Encyclopédie, 1751). En cambio, las universidades permanecieron anquilosadas en la escolástica, particularmente las españolas, cuyos precoces intentos de renovación (reforma cisneriana, escuela de Salamanca) se frustraron con la represión del erasmismo; reduciéndose su función intelectual a un grado de irrelevancia cada vez mayor, mientras se conservaba su importancia como mecanismo de reproducción de élites sociales (golillas y manteístas). Los colegios jesuitas tuvieron un destacado papel desde la Contrarreforma hasta su expulsión de la mayor parte de las monarquías católicas.

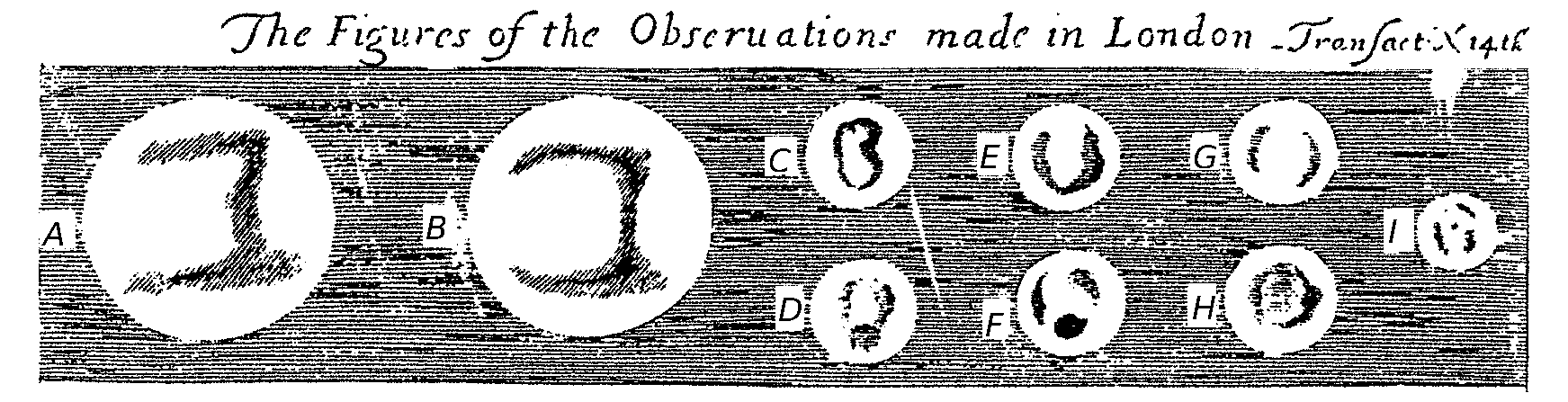
Ilustración del número 14 de las Philosophical Transactions of the Royal Society, 1666.

## Edad Contemporánea

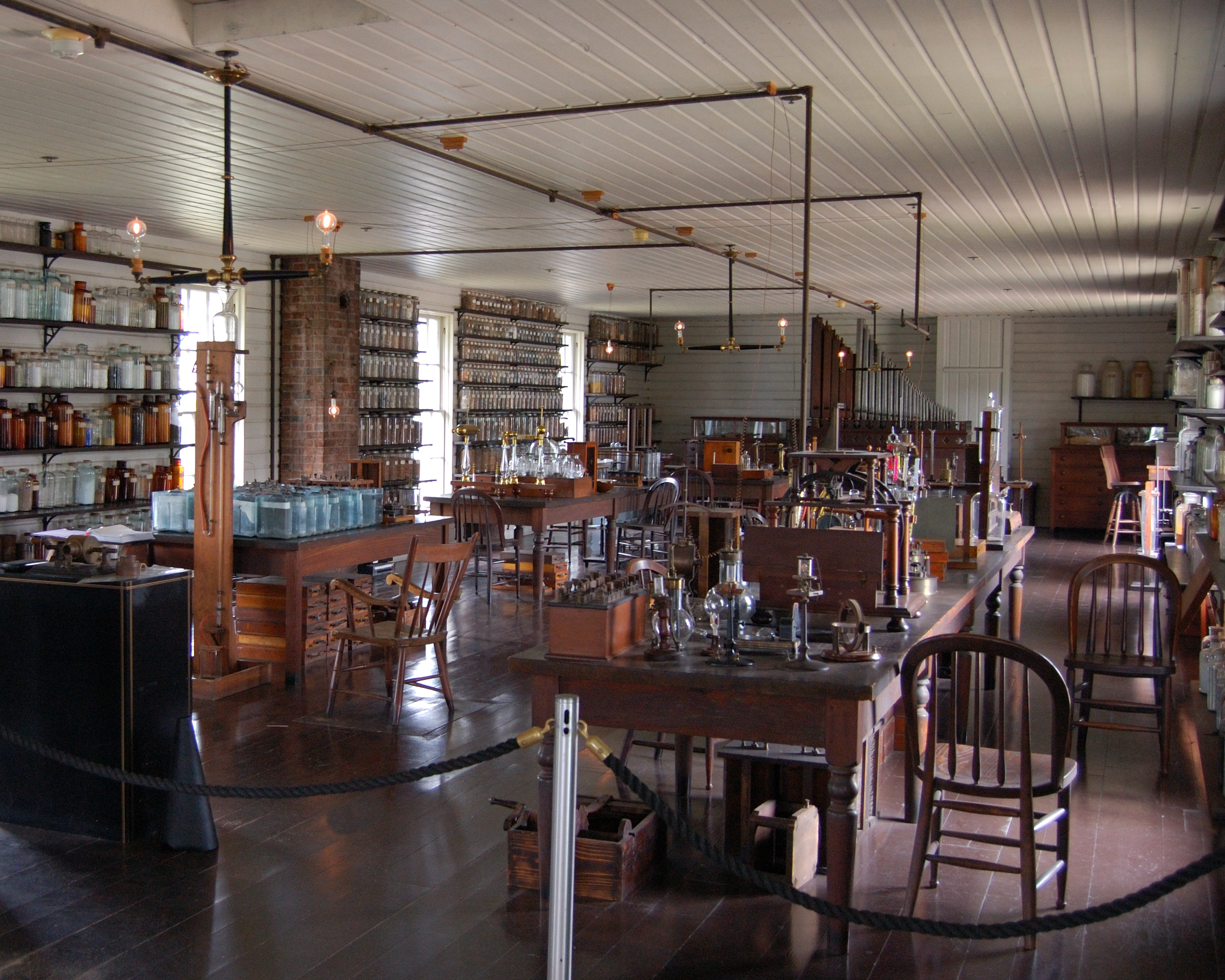
Laboratorio de Edison en Menlo Park.

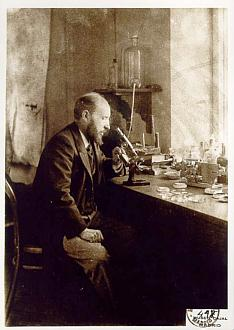
Ramón y Cajal en su laboratorio de Madrid.

En la Edad Contemporánea se revitalizaron las universidades como instituciones científicas de vanguardia, al tiempo que se creaban numerosas "sociedades ilustradas", "eruditas", "de emulación" o sociedades científicas de carácter local; que en la era del nacionalismo y el imperialismo se fundaron con un marcado carácter nacional (especialmente las sociedades geográficas, como la Royal Geographical Society o la National Geographic Society). También las hubo de carácter sectorial para la coordinación internacional (Comité y Oficina Internacional de Pesas y Medidas -BIPM-, Convención del Metro -1875-, Conferencia Internacional del Meridiano -1884-, IUPAC -1919, precedida por un comité internacional creado en 1860 a iniciativa de Kekulé-, IUPAP -1922-, Sistema Internacional de Unidades -SI, 1960-); pero el proceso socioeconómico decisivo fue la Revolución industrial, que impulsó las instituciones científicas necesarias para la producción de la "gran ciencia". Tras el desarrollo de una verdadera "ciencia industrializada" (laboratorio de Edison), quedó evidenciada la íntima relación entre investigación científica y desarrollo industrial (I+D), en cuyo contexto el papel de la ciencia básica y el control político y económico de las investigaciones científicas ha sido objeto de particulares reflexiones éticas (sociología de la ciencia, política científica y ética científica). Los programas de investigación impulsados por grandes corporaciones de la denominada "alta tecnología" han ido teniendo un destacado papel desde el siglo XIX y hasta la actualidad (Merck, BASF, Bayer, Philips, General Electric -resultado de la "guerra" entre los grupos de Edison y J. P. Morgan, que contaba con Nikola Tesla-, Bell-AT&T -Laboratorios Bell-, IBM, Microsoft, Apple, etc.)

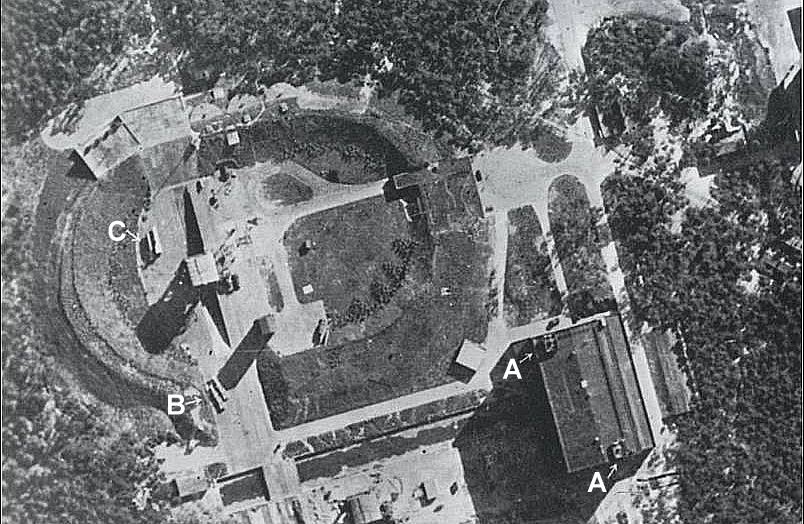
Instalaciones del cohete alemán V-2 en Peenemünde durante la Segunda Guerra Mundial.

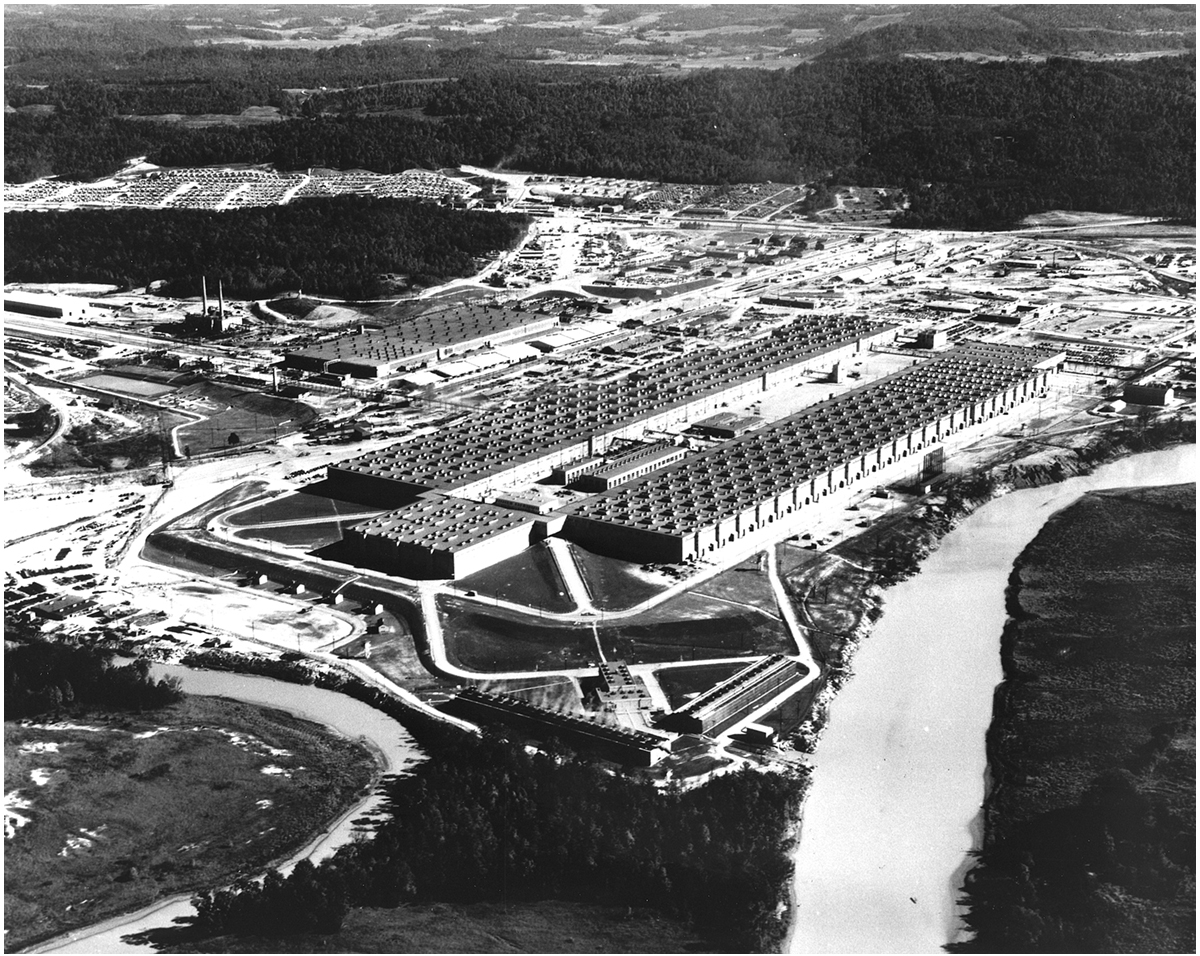
Planta K-25 del Proyecto Manhattan durante la Segunda Guerra Mundial.

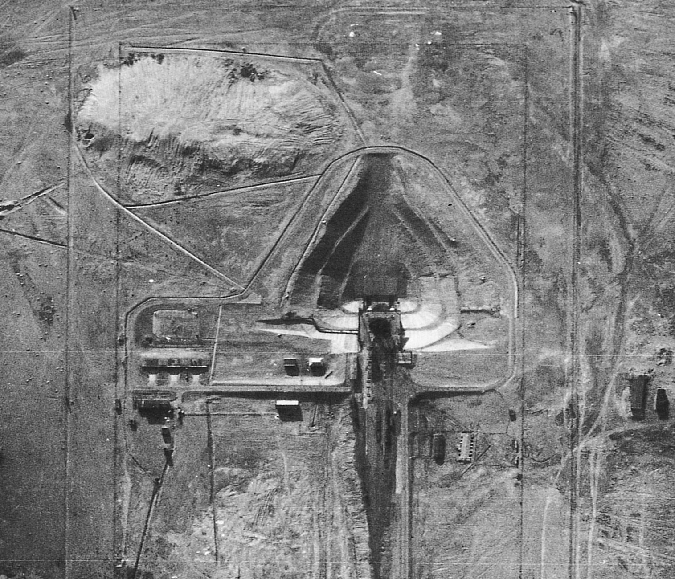
Instalaciones del cosmódromo de Baikonur en 1957.

A partir del siglo XX algunos proyectos científicos eran de tan gran escala que sólo podían llevarse a cabo con todo el apoyo financiero y administrativo de Estados del tamaño y recursos de las grandes potencias y en condiciones de economía de guerra, especialmente al vincularse a las carreras armamentística y espacial (Heeresversuchsanstalt Peenemünde, Bletchley Park, Proyecto Manhattan -Segunda Guerra Mundial-, NASA, Programa espacial de la Unión Soviética, Academia de Ciencias de la Unión Soviética -Guerra Fría-) para los que la planificación científica fue esencial, llegando a establecerse complejas estructuras de intereses denominadas complejo militar-industrial.

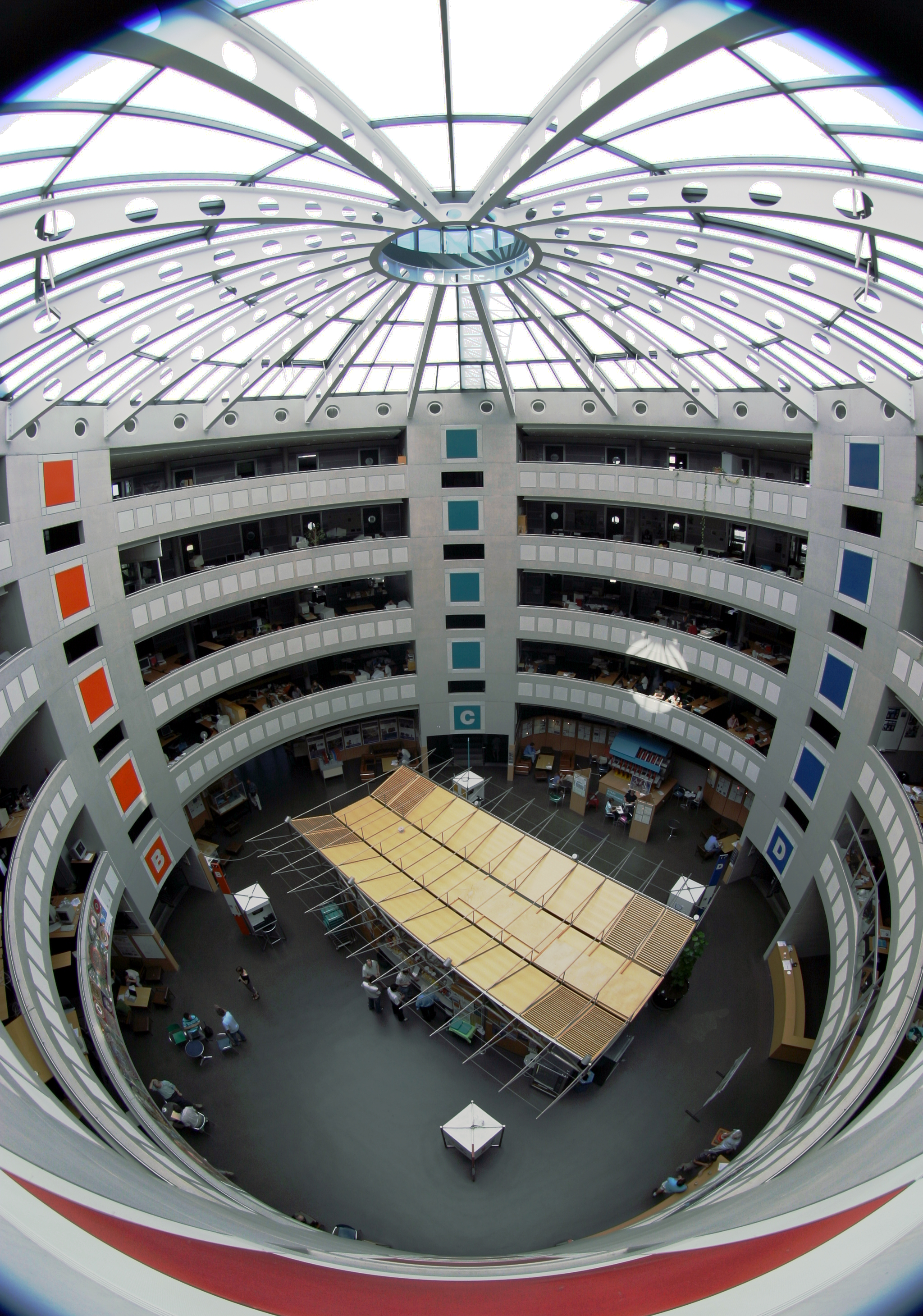
Edificio 40 del CERN.

Una institución de las Naciones Unidas se dedica a la educación, la ciencia y la cultura (UNESCO), y otra a la medicina (OMS); pero ha sido la cooperación internacional entre Estados la que ha dado lugar a instituciones punteras en investigación científica, como la Estación Espacial Internacional o los observatorios astronómicos internacionales que, por razones técnicas, se ubican en lugares como Canarias o Chile. Destacan particularmente las instituciones científicas creadas entre los países de la Unión Europea, como la Organización Europea para la Investigación Nuclear (CERN), el Laboratorio Europeo de Biología Molecular (EMBL), el European Synchrotron Radiation Facility (ESRF) o el Consejo Europeo de Investigación (ERC).
El selecto grupo de revistas científicas que han adquirido un prestigio mundial (Science, Nature, Proceedings of the National Academy of Sciences, The Lancet, New England Journal of Medicine) se ha convertido en una especie de árbitro internacional de los criterios de publicación científica (artículo científico, revisión por pares). En oposición a la "ciencia secreta", la divulgación y exposición a los medios de comunicación de masas (que, en teoría, garanticen el control social de la ciencia a través de la opinión pública y las instituciones democráticas de una sociedad -postindustrial o de la información- compuesta de ciudadanos formados e informados, o al menos aspire a serlo), ha pasado a ser necesaria para toda institución científica; así como el denominado "comunismo científico". Tal concepto no debe confundirse con el concepto marxista de socialismo científico, sino que se refiere a la "propiedad compartida" de la información científica y su comunicabilidad, comparable hasta cierto punto a la de los bienes comunes; pero que, no obstante, da lugar al establecimiento de una feroz rivalidad y competencia científica ("publica o muere", índice de citación), que precisa del establecimiento de la prioridad y la atribución de la autoría de los resultados del trabajo científico (más allá de su consideración como producto social) a determinados científicos, investigadores, equipos de investigación empresas, instituciones académicas, estatales o de cualquier otro tipo, y de su reconocimiento público y recompensa mediante los premios científicos, la jerarquía académica y la política de patentes (clave del sistema productivo capitalista).

### Alemania
- Max-Planck-Gesellschaft (MPG, Sociedad Max Planck)
- GKSS-Forschungszentrum
- Fraunhofer-Gesellschaft (Sociedad Fraunhofer)
- Institut für Sozialforschung (IfS, Instituto de Investigación Social)
- Forschungsinstitut Senckenberg (Instituto de Investigación Senckenberg)

### Argentina
- Consejo Nacional de Investigaciones Científicas y Técnicas (CONICET)

- Administración Nacional de Laboratorios e Institutos de Salud Dr. Carlos Malbran
- Instituto Nacional de Tecnología Industrial (INTI)
- Instituto Nacional de Tecnología Agropecuaria (INTA)
- Agencia Nacional de Laboratorios Públicos (ANLAP)
- Administración Nacional de Medicamentos, Alimentos y Tecnología Médica (ANMAT)
- Servicio Geológico Minero Argentino (SEGMAR)
- Instituto Nacional del Agua (INA)

Además existen numerosas instituciones científicas pertenecientes a las Universidades Públicas y a las Fuerzas Armadas.

### Australia
- National Health and Medical Research Council (NHMRC)[20]
- Commonwealth Scientific and Industrial Research Organisation (CSIRO)[21]

### Brasil
- Instituto Nacional de Investigación Espacial

### Canadá
- National Research Council (NRC)[23]
- The Royal Society of Canada[24]

### Chile
- Institutos de investigación del Estado de Chile
- Comisión Nacional de Investigación Científica y Tecnológica

### China

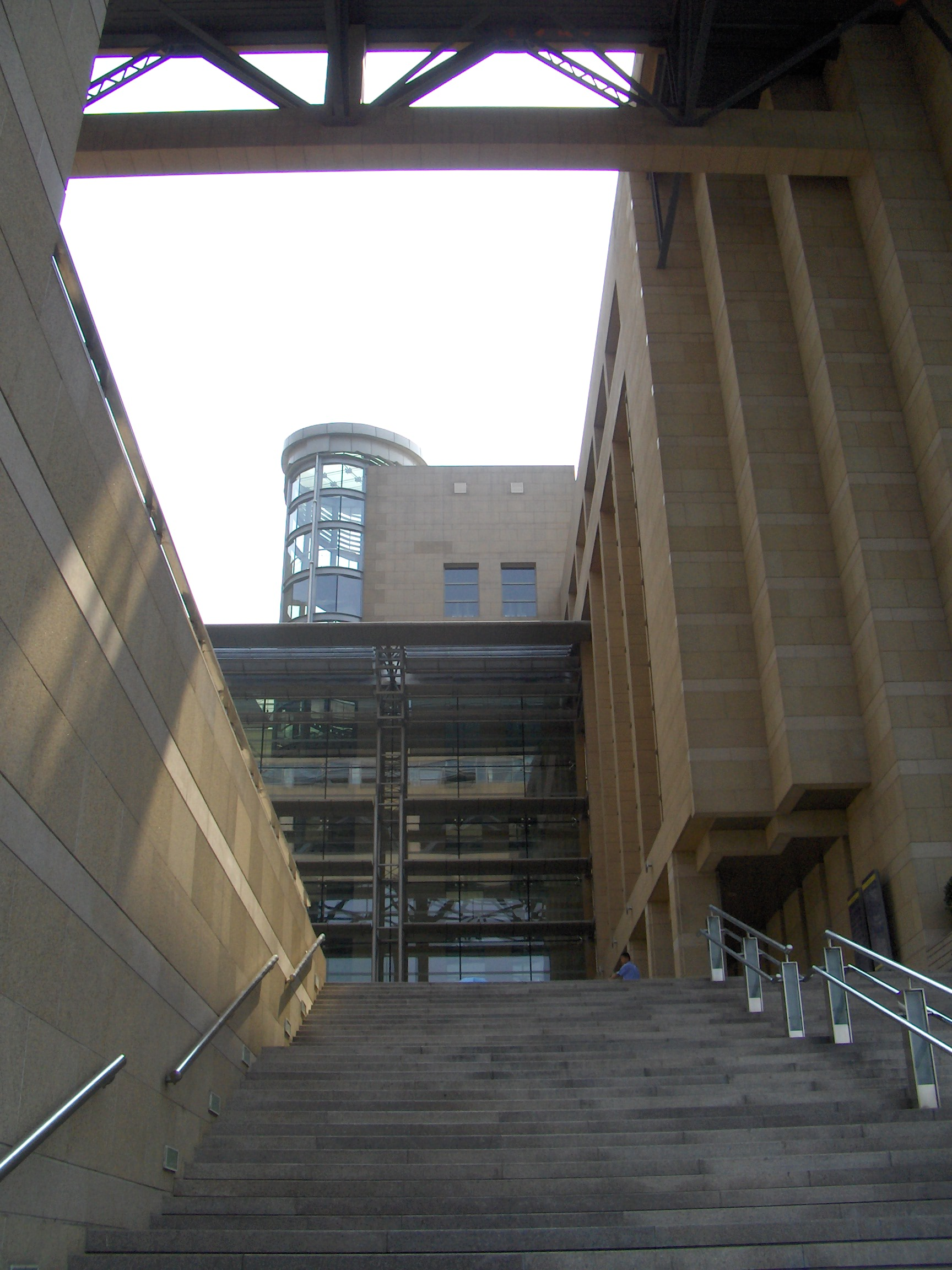
Biblioteca Nacional de Ciencia de la Academia China de las Ciencias.

- Academia China de las Ciencias (Zhōngguó Kēxuéyuàn, Chinese Academy of Sciences -CAS-) -las instituciones científicas chinas no se dan a conocer internacionalmente por su nombre o acrónimo en pinyin, sino en inglés, incluso en sus propias publicaciones y webs-
- Academia China de Ingeniería (Zhōngguó Gōngchéng Yuàn, Chinese Academy of Engineering -CAE-)[26]
- Academia China de Ciencias Sociales (Zhōngguó Shèhuì Kēxuéyuàn, Chinese Academy of Social Sciences -CASS)[27]
- Red China de Ciencia y Tecnología (Zhōngguó kējī wǎng, China Science and Technology Network -CSTNET-)[28]
- Red China de Educación e Investigación (Zhōngguó jiàoyù hé kēyán jìsuànjī wǎng, China Education and Research Network -CERNET-, China)[29]
- Armas de destrucción masiva en la República Popular China

### Corea del Sur
- Chaebol
- Instituto de Ciencia y Tecnología de Gwangju (GIST, Gwangju Institute of Science and Technology)[30]

### España
- Consejo Superior de Investigaciones Científicas (CSIC)
- Instalaciones Científico-Técnicas Singulares
- Instituto Nacional de Técnica Aeroespacial (INTA)

### Estados Unidos
- National Academy of Sciences (NAS, Academia Nacional de Ciencias)
- American Association for the Advancement of Science (AAAS, Asociación Americana para el Avance de la Ciencia)
- Food and Drug Administration (FDA, Administración de Alimentos y Medicinas)
- Ames Research Center[32] (ARC -realiza la investigación científica de la NASA-)
- Centro Nacional de Investigación Atmosférica
- Instituto Nacional de Salud Mental
- Laboratorio Nacional Argonne
- Brookhaven National Laboratory
- Laboratorio Nacional Lawrence Livermore
- Laboratorio Nacional de Los Álamos
- Laboratorio Nacional Oak Ridge
- Pacific Northwest National Laboratory[33] (PNNL, Laboratorio Nacional del Pacífico Noroeste)
- Southwest Research Institute (SwRI, Instituto de Investigación del Suroeste)
- Institute for Advanced Study
- Carnegie Institution (CIW)
- Rockefeller Institute
- Stanford Research Institute (SRI)
- Scripps Research Institute (TSRI)

### Francia
- Centre National de la Recherche Scientifique
- Établissement public à caractère scientifique et technologique[35]
- Instituto Laue-Langevin (Francia)

### India

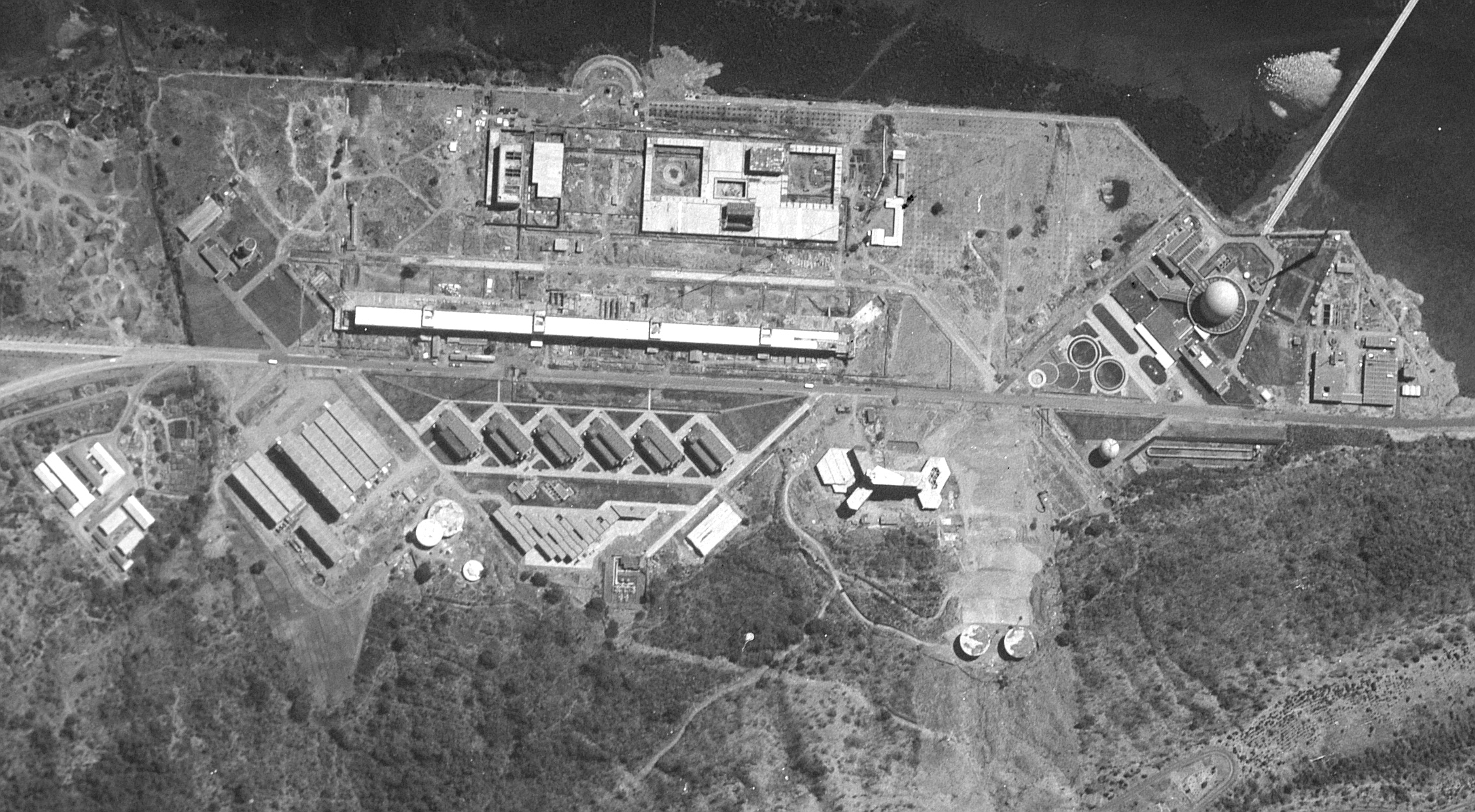
Primer reactor nuclear de la India, junto a una planta de reprocesamiento de plutonio, Bombay, fotografiado por un satélite estadounidense el 19 de febrero de 1966.

- Agencia India de Investigación Espacial
- Centro de Investigación Atómico Bhabha[37]
- Armas de destrucción masiva en la India

### Irán
- Programa nuclear de Irán

### Israel
- Programa nuclear de Israel

### Italia
- Consiglio Nazionale delle Ricerche[40]

### Japón
- Instituto Tecnológico de Tokio
- RIKEN

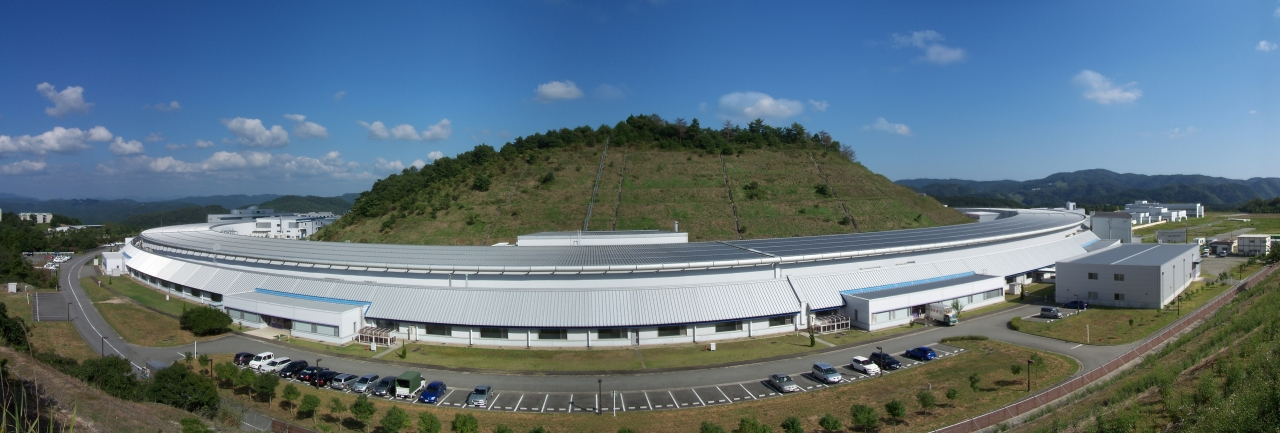
SPring-8.

- Japan Synchrotron Radiation Research Institute (JASRI, a cuyo cargo está el sincotrón SPring-8)

### México
- Academia Mexicana de Ciencias

### Pakistán
- Pakistan Academy of Sciences (PAS, Academia de Ciencias de Pakistán)[43]

### Reino Unido
- Research Councils UK[45]

### Rusia
- Instituto Central de Investigaciones Nucleares

### Suecia
- Real Academia de las Ciencias de Suecia
- Instituto Karolinska

### Sudáfrica
- Programa nuclear de Sudáfrica[48]
- Central nuclear Koeberg

### Suiza
- Fonds national suisse de la recherche scientifique-Schweizerischer Nationalfonds (FNS-SNF)[50]

- myScience - El portal suizo para la investigación y la innovación - www.myscience.ch[51]